# Bar Harbor
Bar Harbor è una città (town) degli Stati Uniti d'America, situata nella contea di Hancock, nel Maine. È situata sull'isola di Mount Desert ai piedi del monte Cadillac, di fronte alla baia di Frenchman, 74 km a sud-est di Bangor. Fondata nel 1763, venne municipalizzata nel 1796 con il nome di Eden; il nome attuale (che deriva dall'isola di Bar, nel porto principale) venne adottato nel 1918. La maggior parte della città venne distrutta da un incendio nel 1947. Una volta ricostruita, Bar Harbor è divenuta il centro di una popolare area turistica incentrata sul parco nazionale di Acadia e un porto di ingresso. Le comunità della città sono Bar Harbor, Hulls Cove e Salisbury Cove. Essa è collegata al continente da un ponte ed è il capolinea di un servizio di traghetto da e per Yarmouth, in Nuova Scozia (Canada). Il College dell'Atlantico venne aperto qui nel 1969. Nelle sue vicinanze è situato il Jackson Laboratory per le ricerche biologiche.